# کوسه ببری (فیلم)
کوسه ببری (انگلیسی: Tiger Shark) فیلمی در ژانر رمانتیک به کارگردانی هاوارد هاکس است که در سال ۱۹۳۲ منتشر شد.

## بازیگران
از بازیگران آن می‌توان به ادوارد جی. رابینسون، ریچارد آرلن، جی. کارول نایش، و ادوین ماکسول اشاره کرد.